# Pinales
Четинари или борови (лат. Pinales) су ред из дивизије четинара (лат. Pinophyta), који обухвата 8 савремених и 3 изумрле породице, са око 630 савремених врста. Сви савремени представници овог реда су зимзелене биљке, изузев родова Glyptostrobus, Larix, Metasequoia, Pseudolarix и Taxodium.
Једно од најстаријих дрвета на планети припада овом реду — за бор врсте Pinus longaeva, који расте у источној Невади, сматра се да је стар око 5.000 година. Исту ову врсту краси и дуговечност листова (четина) — поједине остају на дрвету и до 40 година.